# Новины (Ровненский район)
Новины (укр. Новини) — село в Корецкой городской общине Ровненского района Ровненской области Украины.
До 2020 года входило в Корецкий район.
Население по переписи 2001 года составляло 233 человека. Почтовый индекс — 34740. Телефонный код — 3651.